# 발디세로토리네세
발디세로토리네세(이탈리아어: Baldissero Torinese)는 이탈리아 피에몬테주의 토리노 광역시에 있는 코무네로, 토리노에서 동쪽으로 약 9km(6mi) 떨어져 있다.
발디세로 토리네세는 카스틸리오네토리네세, 토리노, 산마우로토리네세, 파바롤로, 피노토리네세, 키에리 지방자치단체와 접해 있다.
2002년부터 보스니아 헤르체고비나의 그루데와 자매결연을 맺고 있다.